# Hansi Kürsch
Hansi Kürsch (Lank-Latum, Alemania; 10 de agosto de 1966) es un cantante alemán, vocalista del grupo de power metal alemán Blind Guardian. Además fue bajista de la banda desde sus comienzos hasta el 1998 con el disco Nightfall in Middle-Earth y es el principal compositor de Blind Guardian junto con André Olbrich.

## Colaboraciones
Hansi ha colaborado como músico en los siguientes álbumes (listados cronológicamente):
- Gamma Ray - Land of the Free - «Farewell» (1995)
- Grave Digger - Tunes of War (1996, coros)
- Nepal - Manifiesto - «Besando la Tierra», «Estadio chico» (1997)
- Iron Savior - Iron Savior - «For The World» (1997)
- Edguy - Vain Glory Opera - «Out of Control», «Vain Glory Opera» (1998)
- Grave Digger - Excalibur (1999, coros)
- Therion - Deggial - «Flesh of the Gods» (2000)
- Rage - Unity (2002, coros)
- Angra - Temple of Shadows - «Winds of Destination» (2004)
- The Arrow - Lady Nite - «Never Say Never» (2009)
- Ayreon - 01011001 (2008, personaje)
- Kai Hansen - XXX 30 Years Of Metal - «Follow The Sun» (2016)
- Orphaned Land - Unsung Prophets & Dead Messiahs - «Like Orpheus» (2018)
- Avantasia - Moonglow - «Book of Shallows», «The Raven Child»(2019)
- Numenor - Tales From the Edge of Time - «Make The Stand» (2021)[3]

Además, grabó otros tres discos en un proyecto junto con Jon Schaffer (de Iced Earth) llamado Demons & Wizards, antes de abandonar el proyecto en febrero de 2021.
- Demons & Wizards - Demons & Wizards (2000)
- Demons & Wizards - Touched by the Crimson King (2005)
- Demons & Wizards - III (2020)